# 1186

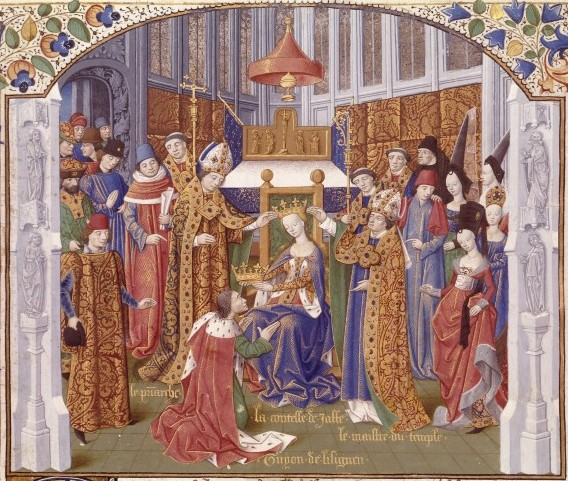
Sibylla van Jeruzalem kroont haar echtgenoot Guy van Lusignan tot medekoning

Het jaar 1186 is het 86e jaar in de 12e eeuw volgens de christelijke jaartelling.

## Gebeurtenissen
- 13 januari - Boudewijn, zoon van Boudewijn V van Henegouwen en toekomstig graaf van Vlaanderen, huwt op het Château-Thierry met Maria van Champagne.
- 27 januari - De zoon en beoogd opvolger van keizer Frederik Barbarossa, Hendrik, trouwt in Milaan met Constance van Sicilië.

zonder datum
- Muhammad van Ghor verovert Lahore, en beëindigt daarmee het rijk der Ghaznaviden.
- Reinoud van Châtillon neemt ondanks een vierjarig bestand, een karavaan uit Caïro gevangen, en reageert negatief op het verzoek van Saladin deze vrij te laten. Dit vormt voor Saladin de aanleiding zelf ook het verdrag nietig te beschouwen en de kruisvaardersstaten opnieuw aan te vallen.
- Duncan MacGilbert wordt gecreëerd graaf van Carrick
- Béla III van Hongarije trouwt met Margaretha van Frankrijk.
- De Hospitaalridders verkrijgen de burcht Margat
- Kloosterstichting: Monnikebajum, Wijngaard des Heren (Pingjum)
- Oudst bekende vermelding: Beverlo, Loosduinen, Maubray, Nouvelles, Pipaix, Turnhout, Virum, Wannegem

## Opvolging
- patriarch van Constantinopel - Basilius II Carnaterus opgevolgd door Nicetas II Muntanes
- Jeruzalem - Boudewijn V opgevolgd door zijn moeder Sibylla van Jeruzalem met haar echtgenoot Guy van Lusignan
- Mazovië - Leszek opgevolgd door zijn oom groothertog Casimir II van Polen
- Zähringen - Berthold IV opgevolgd door zijn zoon Berthold V

## Geboren
- juli - Ermesinde II van Namen, gravin van Luxemburg
- Ibn Amira, Andalusisch schrijver
- Chagatai, khan van een deel van het Mongoolse Rijk (1227-1241) (jaartal bij benadering)
- Dagmar van Bohemen, echtgenote van Waldemar II van Denemarken (jaartal bij benadering)
- Koenraad I, burggraaf van Neurenberg (jaartal bij benadering)
- Leszek I, groothertog van Polen (1202-1227) (jaartal bij benadering)
- Urraca van Castilië, echtgenote van Alfons II van Portugal (jaartal bij benadering)

## Overleden
- 21 augustus - Godfried (27), Engels prins, hertog van Bretagne
- augustus - Boudewijn V het Kind (~9), koning van Jeruzalem (1185-1186)
- 8 december - Berthold IV (~61), hertog van Zähringen (1152-1186)
- Drogo, Vlaams kluizenaar
- Leszek, hertog van Mazovië en Koejavië (1173-1186)